# Trylogia czasu
Trylogia czasu – bestseller niemieckiej pisarki Kerstin Gier. W Polsce dostępne są wszystkie tomy trylogii w przekładzie Agaty Janiszewskiej (Czerwień rubinu, Błękit szafiru i Zieleń szmaragdu). Książki to literatura dla młodzieży dotycząca podróży w czasie. W 2012 roku Trylogia Czasu otrzymała nagrodę Małego Donga.

## Książki w serii
| Numer w serii | Polski tytuł     | Oryginalny tytuł                         | Polski nr ISBN         | Data oryginalnego wydania | Komentarz |
| ------------- | ---------------- | ---------------------------------------- | ---------------------- | ------------------------- | --------- |
| 1             | Czerwień rubinu  | Rubinrot: Liebe geht durch alle Zeiten   | ISBN 978-83-8008-320-2 | 2009                      | [ 1 ]     |
| 2             | Błękit szafiru   | Saphirblau: Liebe geht durch alle Zeiten | ISBN 978-83-8008-355-4 | 2010                      | [ 2 ]     |
| 3             | Zieleń szmaragdu | Smaragdgrün                              | ISBN 978-83-8008-356-1 | 2010                      | [ 3 ]     |

## Fabuła
Główną bohaterką książek jest szesnastoletnia Gwendolyn Shepherd. Dziewczyna z dnia na dzień odkrywa, że to ona, a nie jej kuzynka Charlotta, jest obdarzona genem podróży w czasie. Drugim podróżnikiem jest Gideon, bezczelny, arogancki, ale niezwykle przystojny młodzian. Gwen zakochuje się w nim już po kilku dniach znajomości. Jedyni, poza Gwen i Gideonem, żywi podróżnicy w czasie – Lucy i Paul uciekli w przeszłość razem z wehikułem czasu (chronografem). Bohaterka musi rozwiązać wiele tajemniczych zagadek z przeszłości i stawić czoła groźnemu hrabiemu de Saint Germain.

## Bohaterowie
- Gwendolyn Shepherd – chodzi do dziesiątej klasy i pewnego dnia odkrywa, że może przenosić się w czasie, rubin w kręgu dwanaściorga
- Grace Shepherd – matka Gwendolyn.
- Nick i Caroline Shepherd – młodsze rodzeństwo głównej bohaterki.
- Charlotta Montrose – kuzynka Gwendolyn, wszyscy wcześniej myśleli, że ona jest rubinem
- Glenda Montrose – matka Charlotty, starsza siostra Grace.
- Lady Arista Montrose – babka Gwendolyn i Charlotty, matka Grace i Glendy.
- Madeleine (Maddy) Montrose – cioteczna babka Gwendolyn, siostra zmarłego lorda Montrose.
- Leslie Hay – najlepsza przyjaciółka Gwendolyn
- Pan Whitman – nauczyciel angielskiego i historii, członek Kręgu Wewnętrznego Strażników.
- Gideon de Villiers – podróżnik w czasie, diament w kręgu dwanaściorga.
- Falk de Villiers – daleki kuzyn Gideona, brat Paula, mistrz loży Strażników.
- James August Peregrin Pimplebottom – szkolny duch, przyjaciel Gwenedolyn.
- Pan Bernhard – lokaj zatrudniony w domu rodziny Montrose.
- Xemerius – duch demona w postaci kamiennego gargulca, bezczelny, ale przyjaciel Gwen
- Cynthia Dale – koleżanka z klasy
- Gordon Gelderman – kolega z klasy
- Raphael Bertelin – nowy uczeń w Saint Lennox, młodszy brat Gideona
- Dyrektor Gilles – dyrektor szkoły
- Pan Marley – adept I stopnia
- Thomas George – członek Kręgu Wewnętrznego Loży
- Doktor Jake White – lekarz i członek Kręgu Wewnętrznego Loży
- Mały Robert – jego zmarły syn, duch
- Madame Rossini – krawcowa Strażników
- Giordano – adept III stopnia, odpowiedzialny za naukę Gwendolyn w zakresie XVIII w.
- Pani Jenkins – sekretarka Strażników
- Hrabia de Saint Germain – podróżnik w czasie i założyciel Strażników, szmaragd w Kręgu Dwanaściorga.
- Miro Rakoczy – jego duchowy brat i przyjaciel, znany także jako Czarny Lampart, przodek pana Marleya.
- Lord Alastair – potomek wicehrabiego di Madrone, przywódca Sojuszu Florenckiego
- Sir Albert Alcott – Pierwszy Sekretarz Strażników w XVIII w.
- Lucas Montrose – dziadek Gwendolyn
- Lord Brompton – znajomy i protektor hrabiego
- Lady Brompton – jego radosna małżonka
- Lady Lavinia Rutland – wdowa o wątpliwej reputacji
- Margret Tilney – podróżniczka w czasie, prapraprababka Gwendolyn, babka lady Aristy, jadeit w Kręgu Dwanaściorga
- Paul de Villiers – podróżnik w czasie, młodszy brat Falka de Villiers, czarny turmalin w Kręgu Dwanaściorga, mąż Lucy.
- Lucy Montrose – podróżniczka w czasie, bratanica Grace, córka starszego brata Grace i Glendy, Harry’ego, szafir w Kręgu Dwanaściorga
- Pan Merchant – gość na soirée u lady Brompton

## Linia żeńska genu podróży w czasie
- Elaine Burghley – opal, putrefacito et mortificio, sowa, orzech włoski (1562–1580)
- Cecilia Woodville – akwamaryn, solutio, koń, klon (1628–1684)
- Jeanne de Pontcarree – cytryn, coagulatio, wąż, miłorząb (1705–1775)
- Margret Tilney – jadeit, digestio, lis, lipa (1877–1944)
- Lucy Montrose – szafir, fermenatio, ryś, wierzba (1976)
- Gwendolyn Shepherd – rubin, projectio, kruk, brzoza (1994)

## Linia męska genu
- Lancelot de Villiers – bursztyn, calcinatio, żaba, buk (1562/1560–1609)
- William de Villiers – agat, sublimatio, niedźwiedź, sosna (1636–1689)
- Hrabia de Saint Germain – szmaragd, disillatio, orzeł, dąb (1703–1784)
- Jonatan (1875–1944) i Timothy (1875–1930) de Villiers – karneol, extractio, sokół, jabłoń
- Paul de Villiers – czarny turmalin, ceraatio, wilk, jarząb (*1974)
- Gideon de Villiers – diament, multiplicatio, lew, cis (*1992)